# Bolama (sector)
Bolama é um sector da região administrativa de Bolama na Guiné-Bissau com 450,8 km2 e 10.206 Hab em 2009.
O sector é composto por uma parte continental com 2.549 Hab. e outra parte Insular com 7.657 Hab. ,em 2009.

## Ilhas
| Sector Bolama              | km2      | Hab. (2009) |
| -------------------------- | -------- | ----------- |
| Ilha de Bolama             |          | 6.024       |
| Bolama (Parte Continental) |          | 2.549       |
| Ilha das Galinhas          |          | 1.633       |
| Total Sector               | a) 450,8 | 10.206      |

a) Superficie do Sector ,antes da criação do Setor de Uno.